# Partido Socialista (Portugal)
El Partido Socialista (PS) es un partido político socialdemócrata de Portugal. Varios militantes de la Acción Socialista Portuguesa (en portugués, Acção Socialista Portuguesa) lo fundaron el 19 de abril de 1973 en la ciudad alemana de Bad Münstereifel.
El actual líder del PS es Pedro Nuno Santos, electo en 2024, después de ganar las elecciones primarias de partido a José Luís Carneiro, con el 60,8% de los votos.
Ideológicamente, los socialistas son un partido de centroizquierda socialdemócrata, progresista y europeísta. Ellos defienden una economía de bienestar. Al mismo tiempo que pone en valor el papel del mercado y la libre iniciativa, el PS sostiene que la economía debe estar sujeta a una «regulación institucional adecuada» para corregir fallas y desigualdades, y asegurar una justa redistribución de la riqueza. Con la misma convicción con la que defiende una economía de mercado, el PS rechaza una «sociedad de mercado», a la que define como una hegemonizacion ilegítima de toda la organización social por la lógica del mercado.
En el ámbito europeo, el PS propugna el afianzamiento y engrandecimiento de la Unión Europea, pero establece la necesidad de reformas democráticas de sus instituciones. En el mismo sentido, se plantea adversario a la idea de «Europa-fortaleza», celosa de sus propios privilegios e indiferente hacia los demás pueblos del mundo.
En las elecciones de 2015, el PS se quedó atrás de la coalición de centroderecha del PSD y CDS, obteniendo 32,3% y 86 diputados. Después de las elecciones, los socialistas volvieron a formar gobierno, debido a un pacto de izquierdas, con comunistas, ecologistas y bloquistas.
En las elecciones parlamentarias de 2019 obtuvo la primera mayoría con el 36,6% de los votos.

## Secretarios Generales
- Mário Soares: 1973 - 1986
- Vítor Constâncio: 1986 - 1989
- Jorge Sampaio: 1989 - 1992
- António Guterres: 1992 - 2002
- Eduardo Ferro Rodrigues: 2002 - 2004
- José Sócrates: 2004 - 2011
- António José Seguro: 2011 - 2014
- António Costa: 2014 - 2024
- Pedro Nuno Santos: 2024 - 2025
- José Luís Carneiro: 2025 - actualidad

## Primeros Ministros
- Mário Soares: 1976 - 1978, 1983 - 1985
- António Guterres: 1995 - 2002
- José Sócrates: 2005 - 2011
- António Costa: 2015 - 2024

## Presidentes de la República
- Mário Soares: 1986 - 1996
- Jorge Sampaio: 1996 - 2006

## Resultados electorales

### Elecciones generales
| Fecha | Votos     | %                                    | +/-   | Diputados | +/- | Candidato         | Resultado                       | Alianza |
| ----- | --------- | ------------------------------------ | ----- | --------- | --- | ----------------- | ------------------------------- | ------- |
| 1975  | 2 162 972 | 37,9 (1.º)                           |       | 116/250   |     | Mário Soares      | Asamblea Constituyente          |         |
| 1976  | 1 912 921 | 34,9 (1.º)                           | 3,0   | 107/263   | 9   | Mário Soares      | Gobierno en minoría (1976-1978) |         |
| 1976  | 1 912 921 | 34,9 (1.º)                           | 3,0   | 107/263   | 9   | Mário Soares      | Coalición con CDS-PP (1978)     |         |
| 1976  | 1 912 921 | 34,9 (1.º)                           | 3,0   | 107/263   | 9   | Mário Soares      | Oposición (1978-1979)           |         |
| 1979  | 1 642 136 | 27,3 (2.º)                           | 7,6   | 74/250    | 33  | Mário Soares      | Oposición                       |         |
| 1980  | 1 673 279 | 27,8 (2.º)                           | 0,5   | 66/250    | 8   | Mário Soares      | Oposición                       | FRS     |
| 1983  | 2 061 309 | 36,1 (1.º)                           | 8,3   | 101/250   | 35  | Mário Soares      | Coalición con PSD               |         |
| 1985  | 1 204 321 | 20,8 (2.º)                           | 15,3  | 57/250    | 44  | Almeida Santos    | Oposición                       |         |
| 1987  | 1 262 506 | 22,2 (2.º)                           | 1,4   | 60/250    | 3   | Vítor Constâncio  | Oposición                       |         |
| 1991  | 1 670 758 | 29,1 (2.º)                           | 6,9   | 72/230    | 12  | Jorge Sampaio     | Oposición                       |         |
| 1995  | 2 583 755 | 43,8 (1.º)                           | 14,7  | 112/230   | 40  | António Guterres  | Gobierno en minoría             |         |
| 1999  | 2 385 922 | 44,1 (1.º)                           | 0,3   | 115/230   | 3   | António Guterres  | Gobierno en minoría             |         |
| 2002  | 2 068 584 | 37,8 (2.º)                           | 6,3   | 96/230    | 19  | Ferro Rodrigues   | Oposición                       |         |
| 2005  | 2 588 312 | 45,0 (1.º)                           | 7,2   | 121/230   | 25  | José Sócrates     | Gobierno mayoritario            |         |
| 2009  | 2 077 695 | 36,6 (1.º)                           | 8,4   | 97/230    | 24  | José Sócrates     | Gobierno en minoría             |         |
| 2011  | 1 568 168 | 28,1 (2.º)                           | 8,5   | 74/230    | 23  | José Sócrates     | Oposición                       |         |
| 2015  | 1 747 685 | 32,3 (2.º)                           | 4,2   | 86/230    | 12  | António Costa     | Oposición (2015)                |         |
| 2015  | 1 747 685 | 32,3 (2.º)                           | 4,2   | 86/230    | 12  | António Costa     | Gobierno en minoría (2015-2019) |         |
| 2019  | 1 908 036 | 36,3 (1.º)                           | 4,0   | 108/230   | 22  | António Costa     | Gobierno en minoría             |         |
| 2022  | 2 246 483 | 41,68 (1.º)                          | 5,38  | 120/230   | 12  | António Costa     | Gobierno mayoritario            |         |
| 2024  | 1 759 937 | 28,66 (2.º)                          | 13,02 | 78/250    | 43  | Pedro Nuno Santos | Oposición                       |         |
| 2025  | 1 441 225 | 22,84 (2.º en votos, 3.º en escaños) | 5,82  | 58/250    | 20  | Pedro Nuno Santos | Oposición                       |         |

### Elecciones presidenciales
| Fecha | Candidato apoyado        | 1.ª vuelta               | 1.ª vuelta               | 2ª vuelta                | 2ª vuelta                |
| Fecha | Candidato apoyado        | Votos                    | %                        | Votos                    | %                        |
| ----- | ------------------------ | ------------------------ | ------------------------ | ------------------------ | ------------------------ |
| 1976  | António Ramalho Eanes    | 2 967 137                | 61,6 (1.º)               |                          |                          |
| 1980  | António Ramalho Eanes    | 3 262 520                | 56,4 (1.º)               |                          |                          |
| 1986  | Mário Soares             | 1 443 683                | 25,4 (2.º)               | 3 010 756                | 51,2 (1.º)               |
| 1991  | Mário Soares             | 3 459 521                | 70,4 (1.º)               |                          |                          |
| 1996  | Jorge Sampaio            | 3 035 056                | 53,9 (1.º)               |                          |                          |
| 2001  | Jorge Sampaio            | 2 401 015                | 55,6 (1.º)               |                          |                          |
| 2006  | Mário Soares             | 785 355                  | 14,3 (3.º)               |                          |                          |
| 2011  | Manuel Alegre            | 832 637                  | 19,8 (2.º)               |                          |                          |
| 2016  | Ningún candidato apoyado | Ningún candidato apoyado | Ningún candidato apoyado | Ningún candidato apoyado | Ningún candidato apoyado |
| 2021  | Ningún candidato apoyado | Ningún candidato apoyado | Ningún candidato apoyado | Ningún candidato apoyado | Ningún candidato apoyado |

### Elecciones europeas
| Fecha | Votos     | %          | +/-  | Diputados | +/-         |
| ----- | --------- | ---------- | ---- | --------- | ----------- |
| 1987  | 1 267 672 | 22,5 (2.º) |      | 6/24      |             |
| 1989  | 1 184 380 | 28,5 (2.º) | 6,0  | 8/24      | 2           |
| 1994  | 1 061 560 | 34,9 (1.º) | 6,4  | 10/25     | 2           |
| 1999  | 1 493 146 | 43,1 (1.º) | 8,2  | 12/25     | 2           |
| 2004  | 1 516 001 | 44,5 (1.º) | 1,4  | 12/24     | Sin cambios |
| 2009  | 946 818   | 26,5 (2.º) | 18,0 | 7/22      | 5           |
| 2014  | 1 033 158 | 31,5 (1.º) | 5,0  | 8/21      | 1           |
| 2019  | 1.106.328 | 33,4 (1.º) | 1,9  | 9/21      | 1           |
| 2024  | 1.268.915 | 32,1 (1.º) | 1,3  | 8/21      | 1           |